# Římskokatolická farnost Přímětice
Římskokatolická farnost Přímětice je územní společenství římských katolíků s farním kostelem svaté Markéty ve znojemském děkanství.

## Historie farnosti
Farní kostel sv. Markéty zde stál již v 1. čtvrtině 13. století. Ze středověké stavby je dochováno gotické kněžiště kostela. Fara zde byla zřízena roku 1220 správcem znojemského hradu Jimramem a duchovní správa svěřena premonstrátskému klášteru ve Znojmě – Louce. Po jeho zrušení 29. 7. 1784 přešel patronát na moravský náboženský fond a pak roku 1789 na hrabata Ugarte, kteří získali přímětický statek, nově vytvořený z částí bývalého majetku kláštera v Louce, kláštera klarisek a Jezuitské koleje ve Znojmě.
Farní budova byla místem jednání o příměří po porážce Rakouska Napoleonem v bitvě u Znojma 11. 7. 1809.

## Duchovní správci
Přehled duchovních v Příměticích je znám od roku 1706.Z louckých administrátorů přímětické fary proslul přírodovědec světové pověsti Prokop Diviš, který zde působil v letech 1736 – 1765. Od října 2010 do června 2015 byl farářem R. D. Mgr. Pavel Sobotka. Jde o člena farního týmu FATYM. V rámci změn ve FATYMu byl od 1. července 2015 ustanoven farářem v Příměticích R. D. Mgr. Jindřich Čoupek.
FATYM Přímětice-Bítov je společenství katolických kněží, jáhnů a jejich dalších spolupracovníků. Působí v brněnské diecézi od roku 1996. Jedná se o společnou správu několika kněží nad větším množstvím farností za spolupráce laiků. Mimo to, že se FATYM stará o svěřené farnosti, snaží se jeho členové podle svých sil vypomáhat v různých oblastech pastorace v Česku.

## Bohoslužby
| Kostel               | Místo       | Bohoslužba (den)     | Hodina                         | Poznámka        |
| -------------------- | ----------- | -------------------- | ------------------------------ | --------------- |
| svaté Markéty        | Přímětice   | neděle pondělí pátek | 9.30 17.00 18.00               | farní kostel    |
| svatého Floriána     | Kuchařovice | neděle čtvrtek       | 8.00 17.00 (zima)/18.00 (léto) | filiální kostel |
| Panny Marie Bolestné | Mramotice   | neděle               | 11.00                          | filiální kostel |

## Aktivity ve farnosti
Dnem vzájemných modliteb farností za bohoslovce a bohoslovců za farnosti brněnské diecéze je 16. říjen. Adorační den připadá na 11. srpna.
FATYM vydává čtyřikrát do roka společný farní zpravodaj (velikonoční, prázdninový, dušičkový a vánoční) pro farnosti Vranov nad Dyjí, Přímětice, Bítov, Olbramkostel, Starý Petřín, Štítary na Moravě, Chvalatice, Stálky, Lančov, Horní Břečkov, Prosiměřice, Vratěnín, Citonice, Šafov, Korolupy, Těšetice, Lubnice, Lukov, Práče a Vratěnín.
Ve farnosti se koná Tříkrálová sbírka.V roce 2017 činil její výtěžek v Příměticích 55 105 korun.